# مارسيلو دجالو
مارسيلو أمادو دجالو تاريتولاي، المعروف باسم مارسيلو، هو لاعب كرة قدم محترف، من مواليد 8 أكتوبر 1993، يلعب في مركز قلب الدفاع لنادي إيركوليس، ولد في إسبانيا ويمثل غينيا بيساو على المستوى الدولي.

## روابط خارجية
- مارسيلو دجالو على موقع قاعدة بيانات كرة القدم.إي يو (الإنجليزية)
- مارسيلو دجالو على موقع ناشيونال فوتبول تيمز (الإنجليزية)
- مارسيلو دجالو على موقع Soccerway.com (الإنجليزية)
- مارسيلو دجالو على موقع عالم كرة القدم.نت (الإنجليزية)
- مارسيلو دجالو على موقع AS.com (الإسبانية)